# Ensemble, nous sommes le Río Negro
Ensemble, nous sommes le Río Negro (en espagnol : Juntos Somos Río Negro ; abrégé en JSRN) — communément appelé Juntos — est une alliance politique argentine attrape-tout formée en 2015 pour se présenter aux élections gouvernorales et législatives provinciales de la province de Río Negro. Elle est dirigée par le gouverneur actuel, Alberto Weretilneck et composée de Unis pour le Río Negro, du Renouvellement et développement social (Redes), du Parti de la victoire populaire, du Mouvement populaire de Patagonie, de l'Union civique radicale et bénéficie du soutien du Parti justicialiste et du Nouveau rassemblement.

## Idéologie
En 2022, le journaliste Sebastián Simonetti publie des citations écrites d'un chef du parti qui décrit la position politique du parti comme une convergence de différentes idéologies : péroniste, anti-péroniste, de droite, plus progressiste.